# کارل هفتم
کارل هفتم، امپراتور مقدس روم (به آلمانی: Karl VII, Erwählter Römischer Kaiser) (زاده ۶ اوت ۱۶۹۷ – درگذشته ۲۰ ژانویهٔ ۱۷۴۵) از خاندان ویتلسباخ، شاهزاده انتخابگر بایرن از ۱۷۲۶ و امپراتور مقدس روم و آرشیدوک اتریش بین سال‌های ۱۷۴۲ تا ۱۷۴۵ بود.
او در بروکسل زاده شد، پدرش ماکسیمیلیان دوم امانوئل و مادرش ترزا کونیگنده سوبیسکا بود، او همچنین نوهٔ پادشاه لهستان، ژان سوم سوبیسکی بود. خانوادهٔ وی در طول مدت جنگ جانشینی اسپانیا به‌مدت زیادی تحت بازداشت خانگی در اتریش بودند. او از سوم دسامبر ۱۷۱۵ تا ۲۴ اوت ۱۷۱۶ به هابسبورگ‌ها در جنگ علیه ترکان عثمانی پیوست.
کارل در ۵ اکتبر ۱۷۲۲ با ماریا املیا کوچک‌ترین دختر یوزف یکم و برادرزاده پادشاه وقت، کارل ششم ازدواج کرد و پس از درگذشت کارل ششم به مقام امپراتور مقدس روم نایل گشت.
وی پس از سه سال حکمرانی در مقام امپراتور مقدس روم در ۲۰ ژانویهٔ ۱۷۴۵ درگذشت.